# ダイハツ・HC型エンジン
ダイハツ・HC型エンジンは、ダイハツ工業が生産していた小型自動車用エンジンの一つである。
1988年2月、シャレードで初搭載された新開発の1.3L・水冷直列4気筒SOHC16バルブガソリンエンジン。
シリンダーブロックの材質をアルミ合金にする事により軽量化を図った。
後に1.6Lに排気量アップされたHD型エンジンや1.5Lに排気量アップされたHE型エンジンが存在する。

## 系譜
- HC型（1988年） → K3型（2000年）→1NR型（2009年）

## バリエーション

### HC-F
- 燃料供給装置　電子制御キャブレータ
- 圧縮比　9.5
- 出力・トルク
  - 82PS/6,800rpm　10.6kg・m/4,000rpm

<搭載車種>
- G102Sシャレード

### HC-E
- 燃料供給装置　EFI
- 圧縮比　9.0
- 出力・トルク
  - 94PS/6,500rpm　11.0kg・m/5,000rpm
  - 91PS/6,500rpm　11.0kg・m/4,000rpm

<搭載車種> 
- 94馬力仕様　G102S、G112Sシャレード
- 91馬力仕様　G200Sシャレード

### HC-EJ
- 燃料供給装置　EFI
- 圧縮比　9.5
- 出力・トルク
  - 92PS/6,500rpm　11.0kg・m/5,000rpm

<搭載車種> 
- J100Gテリオス
- J100Eキャミ